# Gaijin Entertainment
 (juin 2019).
Si vous disposez d'ouvrages ou d'articles de référence ou si vous connaissez des sites web de qualité traitant du thème abordé ici, merci de compléter l'article en donnant les références utiles à sa vérifiabilité et en les liant à la section « Notes et références ».
Gaijin Entertainment est une société hongroise,, de développement de jeux vidéo fondée en 2002, basée à Budapest et ayant des bureaux en Allemagne, Chypre, Hongrie et Lettonie.

## Jeux développés
- Adrenaline
- Anarchy: Rush Hour
- Apache: Air Assault
- Blades of Time (en)
- Birds of Steel (qui est, plus tard, devenu War Thunder)
- Braveheart
- Crossout
- CRSED: F.O.A.D. (en) (ex Cuisine Royale)
- Death Track: Resurrection (sur PlayStation 3)
- IL-2 Sturmovik: Birds of Prey
- Modern Conflict
- Star Conflict (en)
- Skydive: Proximity Flight (en)
- X-Blades
- War Thunder
- Enlisted (jeu vidéo)

## Moteur de jeu
La plupart des jeux de Gaijin Entertainment s'appuient sur le moteur de jeu maison: Dagor Engine (ru).